# Ferrovia Mosca-San Pietroburgo
La ferrovia Mosca-San Pietroburgo ha una lunghezza di 649,7 km. e attraversa quattro oblast': Leningrado, Novgorod, Tver e Mosca. È una grande dorsale del traffico nella regione nord-occidentale della Russia, gestita dalla suddivisione ferroviaria di ottobre delle ferrovie russe.

## Storia

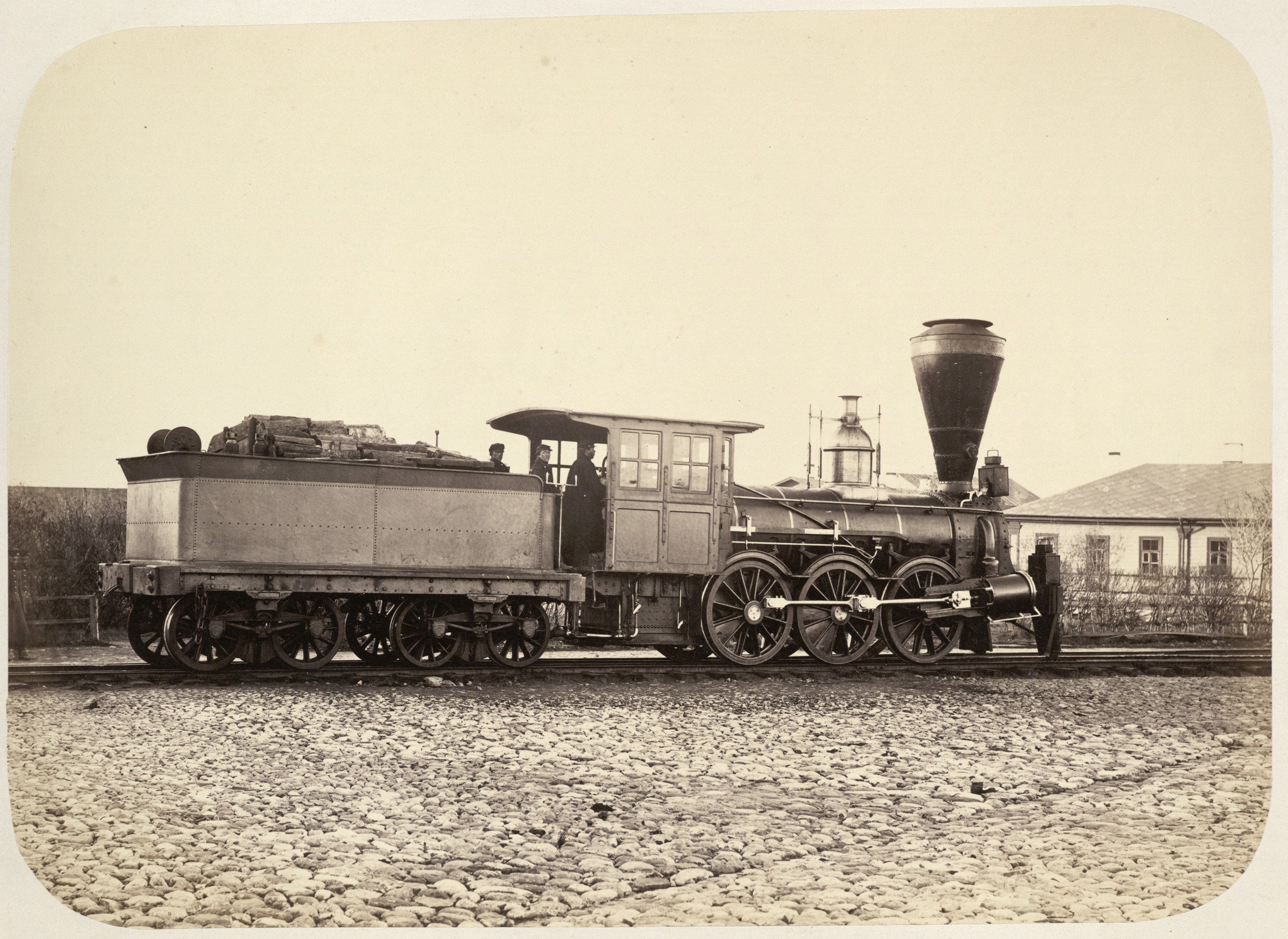
Locomotiva a legna sulla ferrovia Nikolaev, c. 1858

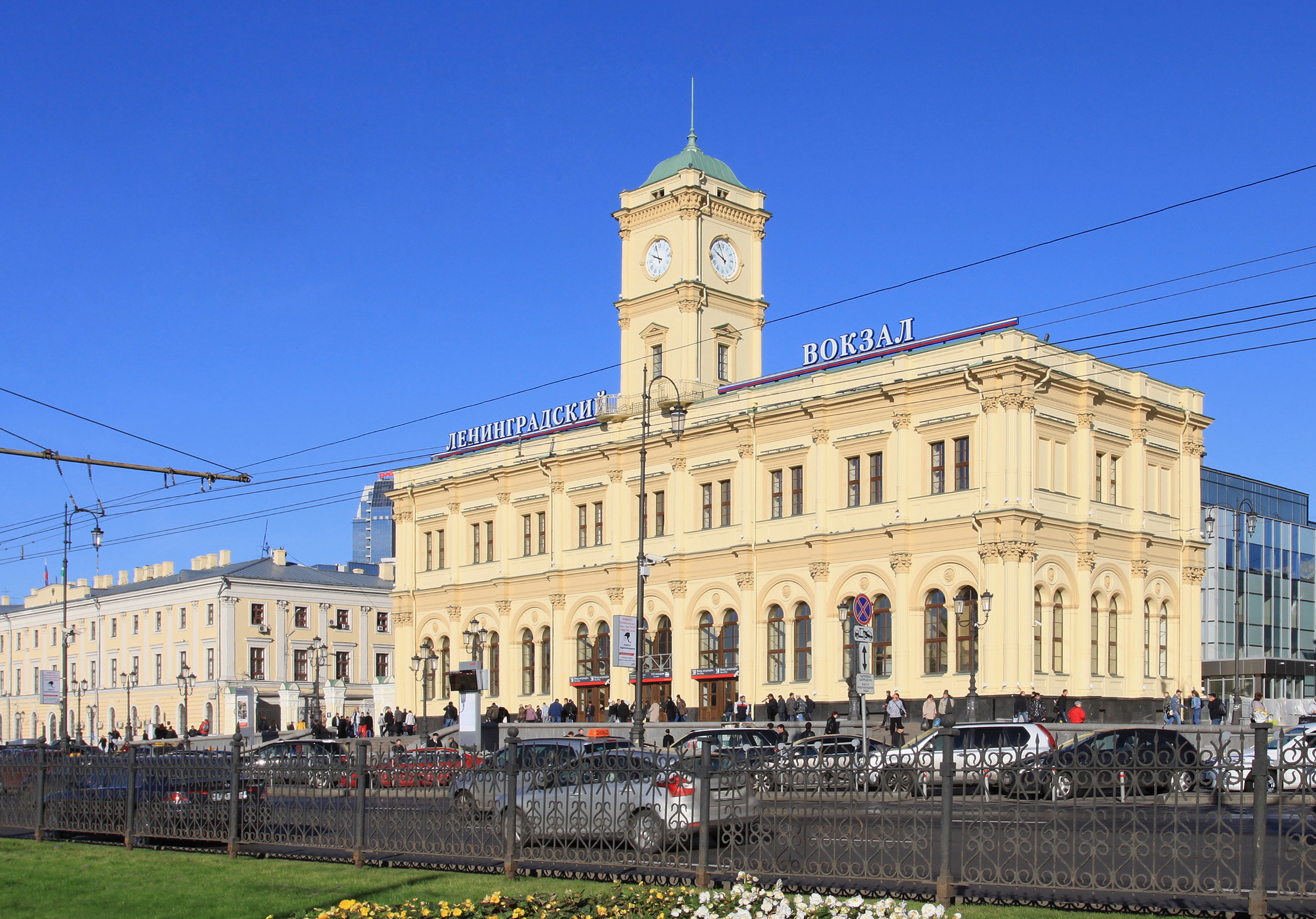
Stazione Leningradskij (1851) a Mosca, capolinea meridionale della linea.

### Contesto
Il 1º febbraio 1842, lo zar Nicola I emise un ukase con il quale ordinava la costruzione della ferrovia. Venne progettata da Pavel Melnikov (1804–1880), un ingegnere e amministratore che sovrintese alla sua costruzione e la cui statua si trova vicino al capolinea meridionale, la Stazione Leningradskij a Mosca. L'idea di una ferrovia che collegasse le due capitali suscitò una lunga controversia, con alcuni funzionari reazionari che predicevano sconvolgimenti sociali se le masse fossero state autorizzate a viaggiare. Fu deciso che solo i ricchi potevano usare la linea; ogni passeggero doveva essere sottoposto a rigoroso controllo di passaporto e polizia.
Nonostante la Ferrovia Tsarskoye Selo, costruita dall'ingegnere tedesco Franz Anton von Gerstner nel 1837, fosse stata la prima linea ferroviaria pubblica della Russia, il superamento dei costi portò lo zar Nicola I e i suoi consiglieri a dubitare della capacità di Gerstner di eseguire la prevista linea Mosca-San Pietroburgo. Così Melnikov e un altro collega si recarono negli Stati Uniti, nel 1839, per studiare la tecnologia ferroviaria, e incontrarono George Washington Whistler, che aveva progettato il Canton Viaduct per la Boston e Providence Railroad.
Su raccomandazione di Melnikov, lo zar Nicola I invitò Whistler ad aiutare a costruire la ferrovia. Questi partì per la Russia nel giugno 1842, accompagnato dall'ingegnere imperiale maggiore Ivan F. Bouttatz, che sarebbe diventato amico di Whistler. Ricevette l'Ordine di Sant'Anna dall'imperatore russo, nel 1847, ma contrasse il colera e morì il 7 aprile 1849 a San Pietroburgo, due anni prima che la linea fosse completata.
La linea fu costruita da servi con gravi perdite di vite umane, un fatto lamentato da Nikolaj Alekseevič Nekrasov nel suo poema La ferrovia del 1864. Dopo dieci anni di costruzione, la linea fu aperta il 1º novembre 1851. Il primo treno passeggeri lasciò San Pietroburgo alle 11:15 e arrivò a Mosca alle 21:00 del giorno successivo. Una volta completata, la linea era all'epoca la ferrovia a doppio binario più lunga del mondo.

### La leggenda del sovrano

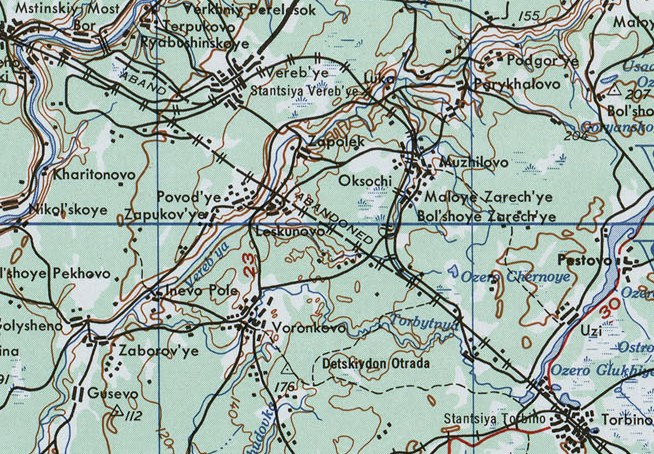
Mappa dell'area del fiume Msta (1954)

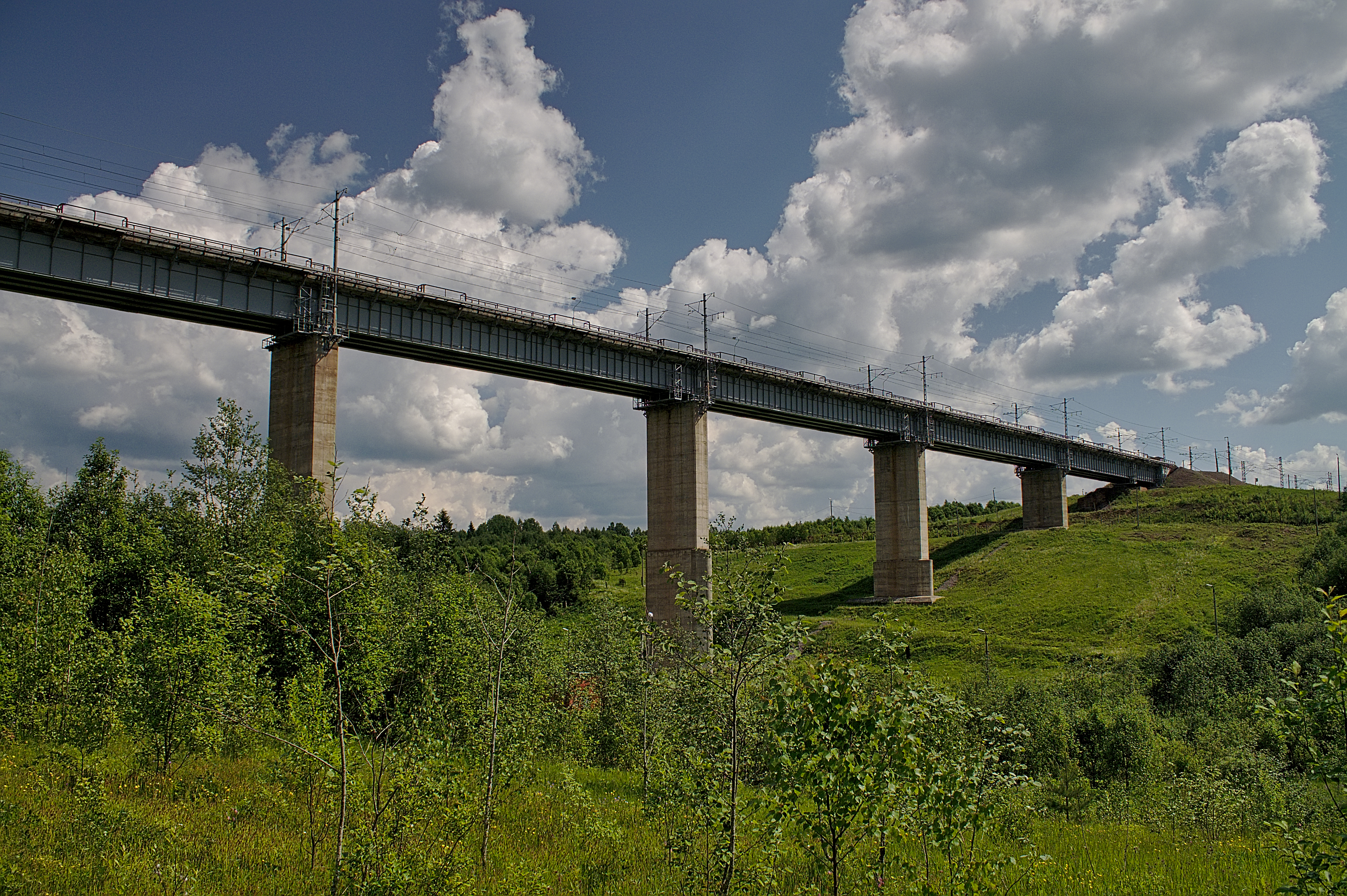
Nuovo ponte Verbinsky, aperto nel 2001 per sostituire la tangenziale.

Lo Zar Nicola I fu il protagonista di una leggenda metropolitana sulla ferrovia. Quando fu pianificata la costruzione, nel 1842, presumibilmente chiese che fosse utilizzato il percorso più breve, nonostante i maggiori ostacoli. La leggenda dice che cercò di usare un righello per disegnare la ferrovia con una linea perfettamente dritta, ma sul fiume Msta la matita dello zar colpì un dito creando una curva lungo la linea. La leggenda dice che gli ingegneri volessero eseguire esattamente l'ordine dello zar e il risultato fu una strada perfettamente dritta con una sola curva. La falsa storia divenne popolare in Russia e in Gran Bretagna come spiegazione di quanto male fosse governato il paese. Nel 1870, i russi stavano raccontando una versione diversa, sostenendo che lo zar era stato saggio per aggirare gli interessi locali che volevano che la ferrovia venisse deviata in questo modo.
Quello che accadde realmente fu che la strada ferrata era stata progettata dagli ingegneri ed egli accettò i loro consigli di costruirla in linea retta. La curva, chiamata anche tangenziale di Verebinsky, fu in realtà costruita nel 1877, 26 anni dopo la nascita della linea, per aggirare un ripido pendio lungo 17 km. In precedenza i treni diretti verso San Pietroburgo, prendevano così tanta velocità da passare velocemente alla stazione successiva, mentre quelli diretti a Mosca avevano bisogno di quattro locomotive per salire sulla collina. Nel 2001 la circonvallazione fu chiusa in quanto era stato aperto un nuovo viadotto.
Nel 2001, era stata programmata la prima linea ferroviaria ad alta velocità della Russia lungo lo stesso percorso, ma il progetto fu accantonato tra proteste ecologiche e preoccupazioni per il fragile ambiente delle colline Valdai. Nel 2019 è stato approvato l'inizio di una nuova fase di progettazione.

## Operatività

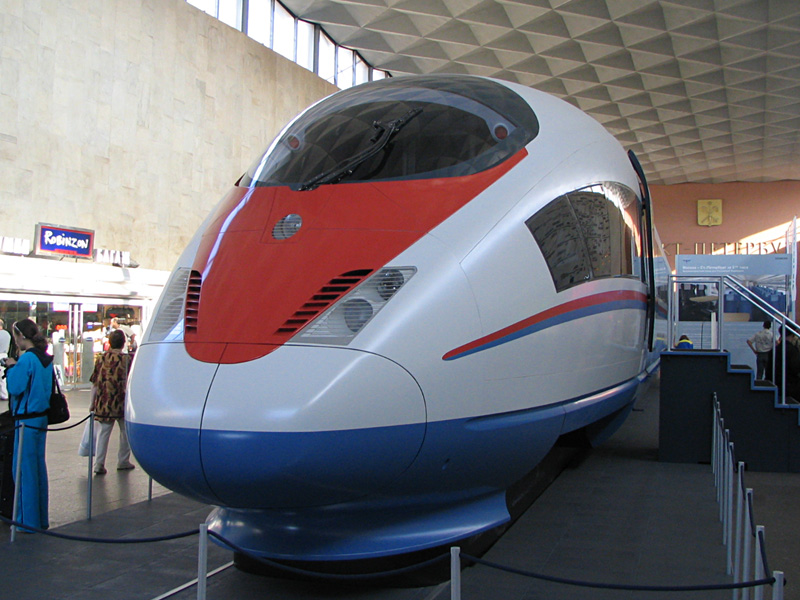
Siemens Velaro RUS nel terminal Moskovsky di San Pietroburgo

La velocità massima lungo la linea è di 250 km/h, tuttavia questa velocità è consentita solo su una distanza inferiore a 10 km. Una velocità massima di 220 km/h è consentita su 110 km e il resto del percorso consente una velocità massima di 200 km/h. Il treno più veloce impiega 3 ore e 30 minuti (con una velocità media di 185 km/h). Il treno Siemens Velaro RUS, noto anche come Sapsan, opera su questa linea dal 2009, con una velocità inferiore ai 300 km/h a causa delle difficoltà di ammodernamento dell'intera linea. Le ferrovie russe hanno speso quasi 1 miliardo di dollari per otto elettrotreni. Nel 2019 è stato firmato un terzo ordine di 1,1 miliardi di euro per altri 13 treni dello stesso modello.
Dal 1931 il famoso treno Krasnaja Strela ("Freccia rossa") ha lasciato Mosca alle 23:55 tutti i giorni, arrivando a San Pietroburgo alle 07:55 del mattino successivo e viceversa.
La ferrovia è relativamente congestionata, il che significa che solo pochi treni ad alta velocità possono viaggiare ogni giorno. È in programma la costruzione di una ferrovia ad alta velocità parallela che consenta velocità fino a 400 km/h, a un costo stimato di 696 miliardi di rubli con un completamento stimato nel 2018.

### Stazioni principali
Le stazioni principali includono (da sud a nord) Krjukovo (Zelenograd), Klin, Redkino, Tver', Lichoslavl', Kalašnikovo, Vyšnij Voločëk, Bologoe, Okulovka, Luka, Malaja Višera, Čudovo, Ljuban' Tosno e Kolpino.

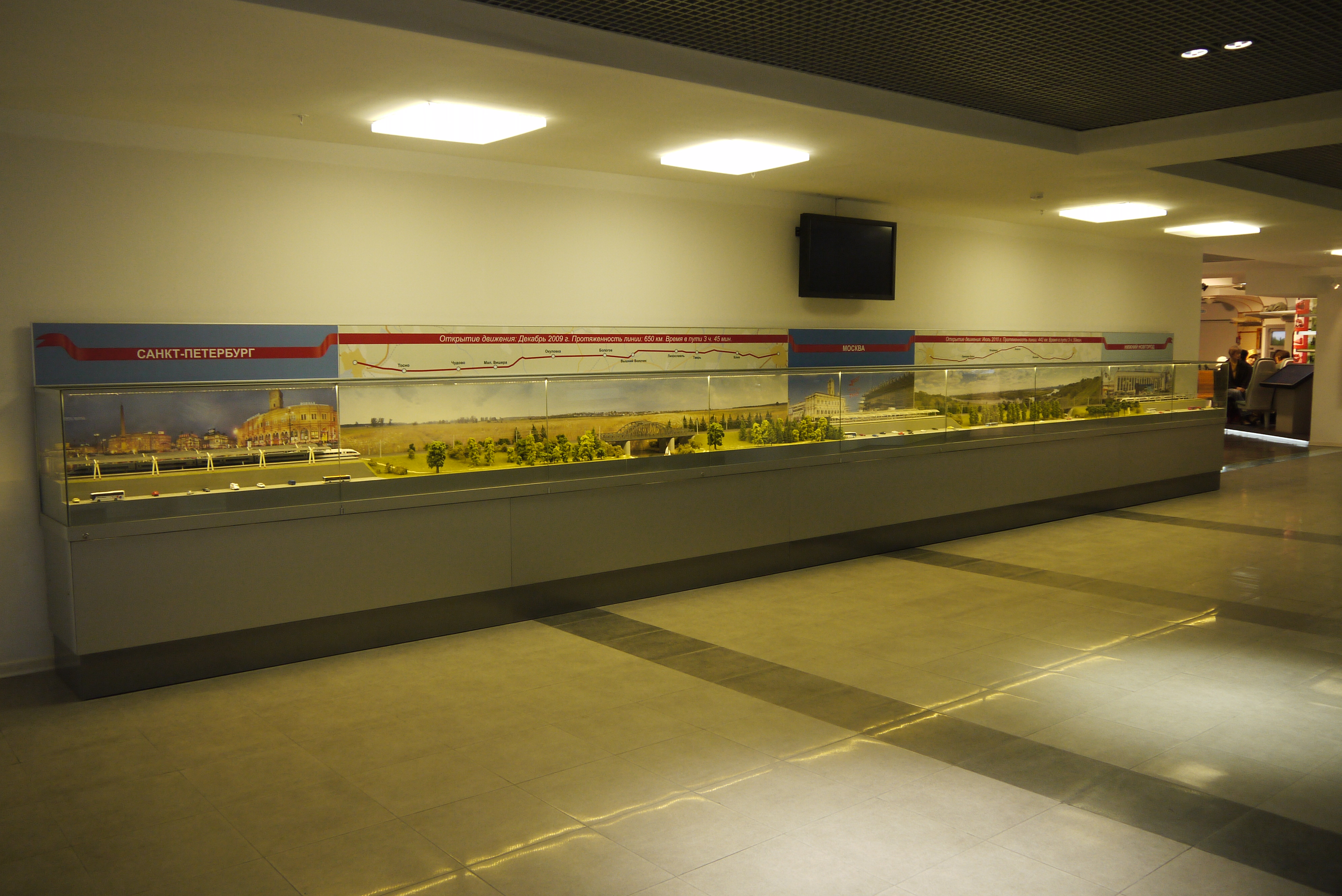
Modello OO della ferrovia Mosca – San Pietroburgo / Nizhny Novgorod nel Museo della ferrovia di Mosca, Mosca

### Orario
Vi sono 32 treni espressi diretti giornalieri da Mosca a San Pietroburgo, tra cui i seguenti sono una selezione.
| Treno n. | Da - Via - A                       | Mosca | SP    | Durata   | Commento                                           |
| -------- | ---------------------------------- | ----- | ----- | -------- | -------------------------------------------------- |
|          | Mosca – San Pietroburgo            | 06:45 | 10:30 | 3h 45min | "Sapsan", i treni più veloci.                      |
|          | Mosca – San Pietroburgo            | 07:00 | 10:55 | 3h 55min | "Sapsan"                                           |
|          | Mosca – San Pietroburgo            | 16:30 | 20:25 | 3h 55min | "Sapsan"                                           |
|          | Mosca – San Pietroburgo            | 19:45 | 23:30 | 3h 45min | "Sapsan"                                           |
| 032V     | Mosca – San Pietroburgo – Helsinki | 22:50 | 06:02 | 7h 12min | Su questa linea partono anche treni internazionali |
| 054Ch    | Mosca – San Pietroburgo            | 23:40 | 08:35 | 8h 55min | Il più lento dei treni espressi diretti.           |
| 002A     | Mosca – San Pietroburgo            | 23:55 | 07:55 | 8h 00min | Treno con cuccette "Freccia rossa".                |
| 004A     | Mosca – San Pietroburgo            | 23:59 | 08:00 | 8h 01min | Treno con cuccette "The Express".                  |
| 038A     | Mosca – San Pietroburgo            | 00:30 | 08:48 | 8h 18min | Treno con cuccette "The Megapolis".                |

Ci sono molti altri treni con cuccette. I treni internazionali verso paesi vicini come la Finlandia e l'Estonia utilizzano questa linea.
La linea gestisce solo un minimo assolutamente inevitabile di treni merci. Tuttavia, con un solo binario in ciascuna direzione (ad eccezione del tratto da Mosca a Zelenograd, che ne ha tre), gli espressi sono spesso ritardati da treni pendolari locali più lenti. L'introduzione del servizio Sapsan ha visto enormi cambiamenti negli orari dei treni suburbani con alcuni che ora sono costretti a lunghe soste nei circuiti di passaggio per consentire il sorpasso e altri annullati, causando risentimento nelle città e negli insediamenti lungo la linea.
Una quarta linea tra Mosca e Zelenograd è in costruzione e si prevede di estendere la terza linea oltre Zelenograd a Tver.

## Incidenti
Il 16 agosto 1988, 31 persone rimasero uccise quando l'Avrora deragliò mentre viaggiava ad alta velocità su un tratto di linea difettosa vicino a Bologoye.

### Esplosione del 2007
Il 13 agosto 2007 un treno passeggeri, da Mosca a San Pietroburgo, deragliò poco prima di raggiungere Malaja Višera dopo un'esplosione di una bomba. Ci furono 30 feriti e nessun morto, ma il traffico ferroviario rimase bloccato, in entrambe le direzioni, per alcuni giorni. Due uomini della regione Inguscezia del Caucaso settentrionale, Salambek Dzakhkiyev e Maksharip Khidriyev, vennero accusati in relazione a questo incidente. Furono poi assolti, nel gennaio 2010, dall'accusa di terrorismo, ma condannati a pene detentive per altri reati. Il tribunale stabilì che avevano consegnato gli esplosivi alla persona che li aveva posizionati sui binari, Pavel Kosolapov, ma che non erano consapevoli dell'uso che ne avrebbe fatto. Dzakhkiyev e il suo avvocato difensore, Magomed Razakov, furono condannati anche per aver tentato di corrompere l'investigatore. Dzakhkiyev fu condannato a dieci anni di prigione, Khidriyev a quattro e Razakov a due anni e due mesi. La sentenza venne poi confermata dalla Corte suprema nel marzo 2010.

### Esplosione del 2009
Il 27 novembre 2009 quattro carrozze del treno n. 166 deragliarono mentre viaggiavano tra Mosca e San Pietroburgo. Il deragliamento fu causato da un atto terroristico con una carica di 7 kg di TNT. Almeno 27 persone vennero uccise e 96 ferite.
Si disse che l'incidente aveva somiglianze con l'esplosione del 2007.